# ادوارد پندورف
ادوارد پندورف (انگلیسی: Eduard Pendorf; ۱۸ اکتبر ۱۸۹۲ – ۳ نوامبر ۱۹۵۸) بازیکن فوتبال اهل آلمان بود.
از باشگاه‌هایی که در آن بازی کرده‌است می‌توان به باشگاه فوتبال لوکوموتیو لایپزیگ اشاره کرد.
وی همچنین در تیم ملی فوتبال آلمان بازی کرده‌است.